# Episodi di C'è sempre il sole a Philadelphia (decima stagione)
La decima stagione della serie televisiva C'è sempre il sole a Philadelphia è stata trasmessa negli Stati Uniti dal 14 gennaio al 18 marzo 2015 su FXX.
In Italia, la stagione viene trasmessa da Sky a partire dal 7 ottobre 2015 sul canale Fox Comedy.
| nº | Titolo originale                                | Titolo italiano             | Prima TV USA     | Prima TV Italia |
| -- | ----------------------------------------------- | --------------------------- | ---------------- | --------------- |
| 1  | The Gang Beats Boggs                            | Record d'alta quota         | 14 gennaio 2015  | 7 ottobre 2015  |
| 2  | The Gang Group Dates                            | Un uomo a cinque stelle     | 21 gennaio 2015  | 7 ottobre 2015  |
| 3  | Psycho Pete Returns                             | Il ritorno di Psycho Pete   | 28 gennaio 2015  | 14 ottobre 2015 |
| 4  | Charlie Work                                    | Le fatiche di Charlie       | 4 febbraio 2015  | 14 ottobre 2015 |
| 5  | The Gang Spies Like U.S.                        | Dee, l'infiltrata           | 11 febbraio 2015 | 21 ottobre 2015 |
| 6  | The Gang Misses the Boat                        | Vendesi macchina            | 18 febbraio 2015 | 21 ottobre 2015 |
| 7  | Mac Kills His Dad                               | La famiglia perfetta        | 25 febbraio 2015 | 28 ottobre 2015 |
| 8  | The Gang Goes on Family Fight                   | Parenti serpenti            | 4 marzo 2015     | 28 ottobre 2015 |
| 9  | Frank Retires                                   | Frank va in pensione        | 11 marzo 2015    | 4 novembre 2015 |
| 10 | Ass Kickers United: Mac and Charlie Join a Cult | L'unione degli uomini tosti | 18 marzo 2015    | 4 novembre 2015 |